# Margattea
Margattea (лат.) — род тараканов из семейства Ectobiidae (в составе подсемейства Pseudophyllodromiinae или в отдельном семействе Pseudophyllodromiidae). Известно более 60 видов. Встречается в Азии, Африке, Австралии и Океании.

## Описание
Тело небольшое (около 1 см), обычно желтовато-коричневое. Межоцеллярное расстояние немного шире расстояния между глазами, уже расстояния между усиковыми впадинами. Пятый нижнечелюстной пальмомер расширен, третий и четвёртый пальмомер оба длиннее пятого. Переднеспинка субэллиптическая, шире длины, диск обычно с симметричными макулами и полосами. Надкрылья и задние крылья полностью развиты, в основном оба выступают за край брюшка. Тегмин с М и CuA радиальными жилками, М прямая с 4—7 ветвями. Задние крылья с ScP и RA, расширенными на вершине, CuA с 4—6 полными ветвями. Передневентральный край переднего бедра типа B2 или B3. Четыре проксимальных тарзомера с пульвиллами. Претарсусы с аролием, тарзальные коготки симметричные и специализированные, с мельчайшими зубчиками на вентральных краях. Восьмой брюшной тергит обычно специализированный, с пучком волосков посередине у заднего края. Супраанальная пластинка обычно короткая и поперечная, парапрокты сходные и чешуйчатые. Церки длинные, с волосками на вентральной поверхности. Субгенитальная пластинка самцов симметричная или слегка асимметричная. Щупики симметричные и цилиндрические, редко асимметричные или нецилиндрические.

## Систематика
Известно более 60 видов, половина из которых обнаружены в Китае. Род Margattea предположительно очень близок к Chorisoserrata и морфологически схож с Balta. Род Margattea можно отличить от Balta (Азия, Африка и часть Океании) по следующим признакам: 1) передневентральный край переднего бедра типа B2 или B3, в отличие от C2 (но редко B3) у Balta; 2) коготки лапок симметричные и специализированные, а у последних тарзальные коготки асимметричные и неспециализированные.
Род Margattea можно отличить от Chorisoserrata (Азии и Индонезия) по следующим признакам: 1) передневентральный край переднего бедра типа B2 или B3, в отличие от C2 (но редко B3) у Chorisoserrata; 2) восьмой тергит брюшка обычно специализированный, с пучком волосков посередине у заднего края; в то время как у последних тергитов брюшка неспециализированные.
Род был впервые описан в 1911 году британским энтомологом Робертом Вальтером Кембеллом Шелфордом (1872—1912) и включает следующие виды:.
- Margattea albovittata Hanitsch, 1929
- Margattea anceps (Krauss, 1902)
- Margattea angusta Wang, Li, Wang & Che, 2014[4]
- Margattea argentea Hanitsch, 1928
- Margattea baluensis (Hanitsch, 1933)
- Margattea beauvoisii (Walker, 1868)
- Margattea bicruris He & Wang, 2021
- Margattea bipunctata (Hanitsch, 1933)
- Margattea bisignata Bey-Bienko, 1970[5]
- Margattea bisphaerica Li & Che, 2024[3]
- Margattea brevialata (Caudell, 1927)
- Margattea buitenzorgensis Caudell, 1927
- Margattea carinata Princis, 1963
- Margattea caudata He & Wang, 2021
- Margattea centralis (Gerstaecker, 1883)
- Margattea ceylanica (Saussure, 1868)
- Margattea concava Wang, Che & Wang, 2009[6]
- Margattea contingens (Walker, 1868)
- Margattea crucifera (Hanitsch, 1925)
- Margattea cuspidata He & Wang, 2021
- Margattea deltodonta He & Wang, 2021
- Margattea diacantha (Hebard, 1929)
- Margattea dimorpha Princis, 1963
- Margattea disparilis He & Wang, 2021
- Margattea elongata Kumar, 1975
- Margattea flexa Wang, Li, Wang & Che, 2014[4]
- Margattea forcipata Li & Che, 2024[3]
- Margattea frontefasciata (Werner, 1913)
- Margattea furcata Liu & Zhou, 2011[7]
- Margattea gemmata (Hanitsch, 1933)
- Margattea gulliveri Hanitsch, 1928
- Margattea gyldenstolpei (Hanitsch, 1933)
- Margattea hemiptera Bey-Bienko, 1958[8][9]
- Margattea importata Bey-Bienko, 1964[10]
- Margattea lateralis Princis, 1963
- Margattea limbata Bey-Bienko, 1954[11]
- Margattea longealata (Brunner von Wattenwyl, 1898)
- Margattea luteomaculata (Hanitsch, 1925)
- Margattea maculata Hanitsch, 1928
- Margattea mckittrickae Wang, Che & Wang, 2009[6]
- Margattea microptera (Hanitsch, 1925)
- Margattea molesta (Brunner von Wattenwyl, 1898)
- Margattea multipunctata Wang, Che & Wang, 2009[6]
- Margattea nana (Saussure, 1869)
- Margattea nebulosa (Shelford, 1907)
- Margattea nimbata (Shelford, 1907)
- Margattea obtusifrons (Walker, 1868)
- Margattea ogatai (Asahina, 1979)
- Margattea overbecki (Hanitsch, 1930)
- Margattea parabisignata Li & Che, 2024[3]
- Margattea paraceylanica Roth, 1989
- Margattea paratransversa He & Wang, 2021
- Margattea pedata Li & Che, 2024[3]
- Margattea perspicillaris (Karny, 1915)
- Margattea philippinensis (Roth, 1990)
- Margattea phryne (Shelford, 1909)
- Margattea producta Wang, Che & Wang, 2009[6]
- Margattea pseudolimbata Wang, Li, Wang & Che, 2014[4]
- Margattea punctulata (Brunner von Wattenwyl, 1893)
- Margattea rectangularis Hanitsch, 1932
- Margattea remota (Hebard, 1933)
- Margattea satsumana (Asahina, 1979)
- Margattea semicircularis Li & Che, 2024[3]
- Margattea sinclairi Hanitsch, 1928
- Margattea spinifera Bey-Bienko, 1958[8][9]
- Margattea spinosa Wang, Li, Wang & Che, 2014[4]
- Margattea trispinosa (Bey-Bienko, 1958)
- Margattea transversa He & Wang, 2021
- Margattea undulata Li & Che, 2024[3]
- Margattea variegata (Brunner von Wattenwyl, 1898)
- Margattea vermiculata Hanitsch, 1928